# Arrigo Sacchi
Arrigo Sacchi (født 1. april 1946) er en italiensk tidligere fodboldtræner. Han anses som en af de bedste trænere nogensinde, og er bedst kendt for sin tid hos Milan og Italiens landshold.

## Karriere

### Tidlige karriere
Sacchi havde selv forsøgt sig som fodboldspiller, men havde aldrig spillet på højere end amatørniveau. Ved siden af denne amatørkarriere, så arbejde han som skosælger, da hans far ejede en fabrik som producerede sko. Det var i en alder af 26, at Sacchi valgte at forsøge sig som træner i stedet. Han viste sig hurtigt at have et talent som træner, og arbejdede sig op gennem amatørdivisionerne over de næste år. Det var dog først i 1978, da han blev hyret som ungdomstræner hos Serie B-klubben Cesena, at Sacchi valgt at dedikere sig på fuldtid til fodbold, og hermed stoppe i sin fars firma.
Hans helt store gennembrud kom dog som træner for Parma, hvor han blev hyret i 1985. Parma spillede på tidspunktet i Serie C, og han ledte dem til oprykning i sin første sæson, og var i sin anden sæsonen bare tre point fra at rykke op i Serie A. Det helt store øjeblik kom dog i Coppa Italia, hvor at han ledte Parma til at slå giganterne fra A.C. Milan to gange, og hermed eliminere dem fra turneringen.

### Milan
A.C. Milans ejer Silvio Berlusconi var imponeret af Sacchi efter han havde slået hans hold, og valgte at hyre ham som Milans nye træner, på trods af hans meget lave profil. Sacchi modtog især kritik i medierne på grund af hans manglende succes som spiller, hvilke ledte ham til at ytre hans kendte citat: "Jeg har aldrig indset, at for at blive jockey skal man først have været en hest."
Sacchi havde succes med det samme i Milano, og ledte dem til at vinde mesterskabet i sin debutsæson, hvilke var deres første mesterskab i ni år. Dog mesterskabet glippede i den næste sæson, så ledte han dem til Europa Cup finalen 1989, hvor at Milan sejrede 4-0 over Steaua Bukarest, og hermed vandt de deres første europæiske mesterskab i 20 år. Det lykkedes at gentage denne succes i den næste sæson, da de slog Benfica 1-0 i finalen i 1990.
Sacchi fortsatte hos Milan i 1990-91 sæsonen, men den endte uden trofæer, da de sluttede på andenpladsen i mesterskabet bag Sampdoria.

### Italien
Sacchi blev i november 1991 hyret som træner for Italiens landshold. Han ledte dem til at kvalificere sig til VM i 1994, og de nåede her hele vejen til finalen, hvor at de mødte Brasilien. De tabte her på straffesparkskonkurrence.
Han ledte dem herefter til EM 1996, men skuffede markant, da de tabte i gruppespillet. Sacchi forlod herefter rollen som landstræner.

### Senere karriere
Sacchi vendte i december 1996 tilbage til Milan, hvor han erstattede den fyret Óscar Tabárez. Hans anden periode med klubben var dog ikke nogen særlig succes, da Milan endte sæsonen på 11. pladsen, og Sacchi forlod i juni af 1997.
Sacchi blev et år senere hyret af Atlético Madrid, men forlod få måneder senere. Han vendte i januar 2001 tilbage til Parma, men efter bare tre kampe måtte han trække sig igen efter problemer med stress. Han havde herefter en kort periode som sportsdirektør for Real Madrid i 2004-05 sæsonen, hvor han blandt andet hentede danske Thomas Gravesen til klubben.

## Spillestil
Sacchi foretrak at hans hold spillede en hurtigt og angrebsorienteret form for fodbold med højt pres. De stillede normalt op i en 4-4-2 formation, som droppede den traditionelle libero. Denne stil, hvilke var særlig inspireret af det hollandske Totalfodbold-koncept, stod i kontrast med den dominerende stilform i italiensk fodbold kaldet Catenaccio, hvilke foretrak en dybt stående og kompakt defensiv spillestil. Sacchi blev kendt for at sige, at fodbold ikke bare handlede om at vinde, men også at underholde.